# Jacques Bouyssou
 (mars 2013).
Si vous disposez d'ouvrages ou d'articles de référence ou si vous connaissez des sites web de qualité traitant du thème abordé ici, merci de compléter l'article en donnant les références utiles à sa vérifiabilité et en les liant à la section « Notes et références ».
Pour les articles homonymes, voir Bouyssou.
Jacques Bouyssou, né le 16 novembre 1926 à La Rivière-Saint-Sauveur dans le Calvados et mort le 12 janvier 1997 à Maisons-Laffitte, est un artiste peintre français.

## Biographie
Jacques Bouyssou est le fils unique de Justin Bouyssou, marchand de tableaux à Honfleur. Dès son enfance, Jacques Bouyssou fait la connaissance d'artistes comme Othon Friesz, Raoul Dufy, Lagar Leprin, qui deviennent ses mentors. Il rencontre aussi Moïse Kisling, Fernand Léger et Ossip Zadkine.
Bouyssou étudie à l'école d'architecture des beaux-arts de Troyes et dessine avec le sculpteur Janin. Il déménage à Paris et devient élève d'Othon Friesz et de Lucien Simon à
l'Académie de la Grande Chaumière.
Son talent de peintre est reconnu, il rejoint ainsi la lignée des grands peintres originaires de Honfleur : Gustave Hamelin, Alexandre Dubourg, Eugène Boudin, Adolphe Marais, Léon Le Clerc… et sa première exposition a lieu à Londres en 1955. L'année suivante, Katia Granoff l'invite à exposer à Paris. C'est le début d'une longue relation. Sa première exposition a lieu au Salon des artistes augerons.
En 1961, il débute au Salon de la Marine.
En 1973, Bouyssou est nommé « peintre officiel de la Marine française ».
Il a exposé à New York, San Francisco, Tokyo, Taïpei, et Caracas.
Ses œuvres sont conservées au musée de la Marine, à Paris, et au musée Eugène-Boudin de Honfleur.

## Distinctions
- Chevalier de la Légion d'honneur (1990).